# Port lotniczy Piza
Port lotniczy Piza (nazwa handlowa Aeroporto internazionale Galileo Galilei) – międzynarodowy port lotniczy, obsługujący loty krajowe i międzynarodowe, zlokalizowany 2 km na południe od centrum Pizy (w dzielnicy San Giusto). Największy port lotniczy w Toskanii i dziesiąty pod względem liczby pasażerów we Włoszech (w roku 2015 obsłużył 4 804 774 podróżnych). Posiada jeden terminal pasażerski. Jest lotniskiem wojskowym, otwartym dla ruchu cywilnego. Jego właścicielem są Włoskie Siły Powietrzne, a zarządcą obiektów cywilnych spółka Toscana Aeroporti S.p.A. Patron lotniska to Galileusz.
Znacząco rozrósł się po roku 1990, kiedy otworzył swe podwoje dla tanich linii lotniczych. Dziś lata z niego 20 linii lotniczych, zarówno tradycyjnych, jak i tanich. Port lotniczy Piza posiada większą liczbę pasażerów tranzytowych, niż ten we Florencji (drugi pod względem wielkości w Toskanii), a dzieje się tak z dwóch powodów:
- lotnisko w Pizie posiada dłuższy i szerszy pas startowy, co pozwala lądować na nim większym samolotom,
- w ostatnich latach port lotniczy Piza stał się centralnym węzłem komunikacyjnym w Toskanii dla tanich linii lotniczych (zwłaszcza Ryanaira).

Na terenie portu lotniczego funkcjonują: punkty usługowe, sklepy, kawiarnie, restauracje, pizzerie, kantory, centrum fitness, apteka, poczta, kaplica oraz wypożyczalnie samochodów międzynarodowych agencji (Avis, Budget, Europcar, Hertz). Przy lotnisku znajdują się dwa parkingi: krótkoterminowy i długoterminowy, a przy wyjściu z hali przylotów - postój taksówek.

## Komunikacja
Port lotniczy jest bardzo dobrze skomunikowany z centrum Pizy oraz największymi miastami Toskanii i Włoch.
Dojazd do centrum miasta, a także głównego dworca kolejowego w Pizie (Pisa Centrale) jest możliwy zarówno autobusami komunikacji publicznej (miejskie linie CPT: dzienna nr 2, nocna nr 21 oraz dzienna "LAM ROSSA"), jak i małą koleją automatyczną o nazwie Pisa Mover ze stacji Pisa Aeroporto - czynnej od 18 marca 2017 (na czas jej budowy, od 15 grudnia 2013 uruchomiona była specjalna linia autobusowa PisaMover Bus). Z uwagi na niewielką odległość dzielącą port lotniczy od centrum miasta, a zwłaszcza od dworca kolejowego Pisa Centrale (zaledwie 1,5 km) wielu turystów przebywa te trasy pieszo.
Bezpośredni dojazd z portu lotniczego w Pizie do centrum Florencji jest możliwy zarówno koleją (linią kolejową Leopolda ze stacji Pisa Aeroporto, poprzez Pisa Centrale do Firenze Santa Maria Novella), jak i autobusami firm Terravision oraz Autostradale (dojeżdżają one również do lotniska we Florencji i Sieny). Komunikację z resztą Toskanii oraz Włoch zapewniają linie kolejowe: Piza – Rzym, Piza – Genua i Lukka – Piza (wszystkie przechodzą przez Pisa Centrale).

## Linie lotnicze i połączenia
| Linia Lotnicza               | Kierunek |
| ---------------------------- | --- |
| Aegean Airlines              | Sezonowo: 1. Ateny |
| Aer Lingus                   | Sezonowo: 1. Dublin |
| AeroItalia                   | 1. Comiso |
| Air Albania                  | Sezonowo: 1. Tirana (powrót od 31 marca 2024) |
| Air Arabia Maroc             | 1. Casablanca |
| Air Dolomiti                 | 1. Frankfurt |
| British Airways              | 1. Londyn-Heathrow |
| EasyJet                      | 1. Berlin 2. Bristol 3. Londyn-Gatwick 4. Londyn-Luton 5. Manchester 6. Paryż-Charles de Gaulle 7. Paryż-Orly 8. Porto Sezonowo: 1. Amsterdam 2. Barcelona (od 26 czerwca 2024) |
| Eurowings                    | Sezonowo: 1. Kolonia/Bonn |
| Flydubai                     | 1. Dubaj |
| Jet2.com                     | Sezonowo: 1. Birmingham 2. Leeds/Bradford 3. Manchester |
| Norwegian Air Shuttle        | Sezonowo: 1. Kopenhaga 2. Helsinki 3. Oslo-Gardermoen 4. Sztokholm-Arlanda |
| Ryanair                      | 1. Alghero 2. Bari 3. Paryż-Beauvais 4. Berlin 5. Birmingham 6. Bordeaux 7. Brindisi 8. Bukareszt 9. Budapeszt 10. Cagliari 11. Katania 12. Bruksela-Charleroi 13. Dublin 14. Eindhoven 15. Fuerteventura 16. Girona 17. Gran Canaria 18. Kraków 19. Lamezia Terme 20. Londyn-Stansted 21. Madryt 22. Malaga 23. Malta 24. Manchester 25. Marrakesz 26. Palermo 27. Palma de Mallorca 28. Pafos 29. Porto 30. Praga 31. Sewilla 32. Teneryfa-Południe 33. Tirana 34. Trapani 35. Walencja 36. Wrocław Sezonowo: 1. Amman 2. Billund 3. Bruksela 4. Chania 5. Kopenhaga 6. Korfu 7. Cork 8. East Midlands 9. Gdańsk 10. Glasgow-Prestwick 11. Göteborg 12. Ibiza 13. Kowno (od 31 marca 2024) 14. Kefalonia 15. Kos 16. Lizbona 17. Memmingen 18. Rodos 19. Oslo-Torp (od 1 kwietnia 2024) 20. Skiathos 21. Sztokholm-Arlanda 22. Warszawa-Modlin 23. Zadar 24. Zagrzeb (od 31 marca 2024) |
| Scandinavian Airlines System | Sezonowo: 1. Kopenhaga 2. Oslo-Gardermoen 3. Sztokholm-Arlanda |
| Transavia.com                | 1. Amsterdam |
| Volotea                      | Sezonowo: 1. Nantes 2. Olbia |
| Wizz Air                     | 1. Bukareszt 2. Tirana |